# Sakkvilágbajnokságok listája
Az alábbi szócikk a sakkvilágbajnokságok listáját tartalmazza.
Az első hivatalos világbajnokságot 1886-ban tartották Wilhelm Steinitz és Johannes Zukertort részvételével. 1946-ig a versenyeknek nem volt állandó formája, sem hivatalos szervezője. 1948-tól a FIDE szervezi a világbajnokságokat, és a kvalifikációs versenyeket. 1993-ban a világbajnok Garri Kaszparov és kihívója, Nigel Short a mérkőzést nem a Nemzetközi Sakkszövetség szervezésében játszotta le, emiatt 2006-ig két világbajnok volt, ekkor viszont egyesítették a két rendszert. A jelenlegi világbajnok az indiai Dommarázu Gukés.

## Világbajnokságok listája

### Nemhivatalos világbajnokságok (1886 előtt)
Ezek a mérkőzéseket és bajnokságokat nem világbajnokságként rendezték, de nyerteseiket általában a világ vezető játékosának ismerték el.
| Év   | Rendező ország(ok) | Rendező város(ok) | Győztes                 | Vesztes                  | +     | –     | =     | Formátum                                             |
| ---- | ------------------ | ----------------- | ----------------------- | ------------------------ | ----- | ----- | ----- | ---------------------------------------------------- |
| 1834 | Egyesült Királyság | London            | Louis de la Bourdonnais | Alexander McDonnell      | 45    | 27    | 13    |                                                      |
| 1843 | Egyesült Királyság | London            | Pierre Saint-Amant      | Howard Staunton          | 3     | 2     | 1     |                                                      |
| 1843 | Franciaország      | Párizs            | Howard Staunton         | Pierre Saint-Amant       | 11    | 6     | 4     |                                                      |
| 1846 | Egyesült Királyság | London            | Howard Staunton (2)     | Bernhard Horwitz         | 14    | 7     | 3     |                                                      |
| 1851 | Egyesült Királyság | London            | Adolf Anderssen         | Marmaduke Wyvill         | 4     | 2     | 1     | Egyenes kieséses verseny                             |
| 1858 | Franciaország      | Párizs            | Paul Morphy             | Adolf Anderssen          | 7     | 2     | 2     |                                                      |
| 1862 | Egyesült Királyság | London            | Adolf Anderssen (2)     | Louis Paulsen            | 11/13 | 11/13 | 11/13 | Körmérkőzés 14 játékos részvételével                 |
| 1866 | Egyesült Királyság | London            | Wilhelm Steinitz        | Adolf Anderssen          | 8     | 6     | 0     |                                                      |
| 1872 | Egyesült Királyság | London            | Wilhelm Steinitz (2)    | Johannes Zukertort       | 7     | 1     | 4     |                                                      |
| 1876 | Egyesült Királyság | London            | Wilhelm Steinitz (3)    | Joseph Henry Blackbourne | 7     | 0     | 0     |                                                      |
| 1883 | Egyesült Királyság | London            | Johannes Zukertort      | Wilhelm Steinitz         | 22/26 | 22/26 | 22/26 | Oda-visszavágós körmérkőzés 14 játékos részvételével |

### Nem FIDE által rendezett világbajnokságok (1886–1946)
| Év        | Rendező ország(ok)                     | Rendező város(ok)                                                                                        | Világbajnok          | Vesztes              | +   | – | =   | A meccs megnyerésének feltétele                  |
| --------- | -------------------------------------- | --- | -------------------- | -------------------- | --- | - | --- | ------------------------------------------------ |
| 1886      | Egyesült Államok                       | New York Saint Louis New Orleans                                                                         | Wilhelm Steinitz     | Johannes Zukertort   | 10  | 5 | 5   | 10 győzelem                                      |
| 1889      | Spanyolország                          | Havanna                                                                                                  | Wilhelm Steinitz (2) | Mihail Csigorin      | 10  | 6 | 1   | Több pont 20 játszmából + rájátszás              |
| 1890-1891 | Egyesült Államok                       | New York                                                                                                 | Wilhelm Steinitz (3) | Gunsberg Izidor      | 6   | 4 | 9   | Több pont 20 játszmából + rájátszás              |
| 1892      | Spanyolország                          | Havanna                                                                                                  | Wilhelm Steinitz (4) | Mihail Csigorin      | 8+2 | 8 | 4+1 | Több pont 20 játszmából + rájátszás              |
| 1894      | Egyesült Államok · Kanada              | New York Philadelphia Montréal                                                                           | Emanuel Lasker       | Wilhelm Steinitz     | 10  | 5 | 4   | 10 győzelem                                      |
| 1896-1897 | Oroszország                            | Moszkva                                                                                                  | Emanuel Lasker (2)   | Wilhelm Steinitz     | 10  | 2 | 5   | 10 győzelem                                      |
| 1907      | Egyesült Államok                       | New York Philadelphia Washington D. C. Baltimore Chicago Memphis                                         | Emanuel Lasker (3)   | Frank Marshall       | 8   | 0 | 7   | 8 győzelem                                       |
| 1908      | Németország                            | Düsseldorf München                                                                                       | Emanuel Lasker (4)   | Siegbert Tarrasch    | 8   | 3 | 5   | 8 győzelem                                       |
| 1910      | Osztrák-Magyar Monarchia · Németország | Bécs Berlin                                                                                              | Emanuel Lasker (5)   | Carl Schlechter      | 1   | 1 | 8   | Több pont 10 játszmából                          |
| 1910      | Németország                            | Berlin                                                                                                   | Emanuel Lasker (6)   | David Janowski       | 8   | 0 | 3   | 8 győzelem                                       |
| 1921      | Kuba                                   | Havanna                                                                                                  | José Raúl Capablanca | Emanuel Lasker       | 4   | 0 | 10  | Több pont 24 játszmából (Lasker 14 után feladta) |
| 1927      | Argentína                              | Buenos Aires                                                                                             | Alekszandr Aljechin  | José Raúl Capablanca | 6   | 3 | 25  | 6 győzelem                                       |
| 1929      | Németországbr/> Hollandia              | Wiesbaden Heidelberg Berlin Hága Rotterdam Amszterdam                                                    | Alekszandr Aljechin  | Jefim Bogoljubov     | 11  | 5 | 9   | 6 győzelem és 15 pont                            |
| 1934      | Németország                            | Baden-Baden Villingen Freiburg Pforzheim Stuttgart München Bayreuth Bad Kissingen Mannheim Berlin        | Alekszandr Aljechin  | Jefim Bogoljubov     | 8   | 3 | 15  | 6 győzelem és 15 pont                            |
| 1935      | Hollandia                              | Amszterdam Delft Rotterdam Utrecht Gouda Hága Groningen Baarn Den Bosch Eindhoven Zeist Ermelo Zandvoort | Max Euwe             | Alekszandr Aljechin  | 9   | 8 | 13  | 6 győzelem és 15 pont                            |
| 1937      | Hollandia                              | Hága Rotterdam Amszterdam Haarlem Leiden Groningen Delft                                                 | Alekszandr Aljechin  | Max Euwe             | 10  | 4 | 11  | 6 győzelem és 15 pont                            |

### FIDE által rendezett világbajnokságok (1948–1993)
| Év        | Rendező ország(ok)               | Rendező város(ok) | Világbajnok                     | Vesztes                         | +                    | –                    | =                    | A meccs megnyerésének feltétele                                  |
| --------- | -------------------------------- | ----------------- | ------------------------------- | ------------------------------- | -------------------- | -------------------- | -------------------- | ---------------------------------------------------------------- |
| 1948      | Hollandia · Szovjetunió          | Hága Moszkva      | Mihail Botvinnik                | Vaszilij Szmiszlov              | 14/20                | 14/20                | 14/20                | Legtöbb pont az ötfordulós körmérkőzésen 5 játékos részvételével |
| 1951      | Szovjetunió                      | Moszkva           | Mihail Botvinnik (2)            | David Bronsejn                  | 5                    | 5                    | 14                   | Több pont 24 játszmából                                          |
| 1954      | Szovjetunió                      | Moszkva           | Mihail Botvinnik (3)            | Vaszilij Szmiszlov              | 7                    | 7                    | 10                   | Több pont 24 játszmából                                          |
| 1957      | Szovjetunió                      | Moszkva           | Vaszilij Szmiszlov              | Mihail Botvinnik                | 6                    | 3                    | 13                   | Több pont 24 játszmából                                          |
| 1958      | Szovjetunió                      | Moszkva           | Mihail Botvinnik (4)            | Vaszilij Szmiszlov              | 7                    | 5                    | 11                   | Több pont 24 játszmából                                          |
| 1960      | Szovjetunió                      | Moszkva           | Mihail Tal                      | Mihail Botvinnik                | 6                    | 2                    | 13                   | Több pont 24 játszmából                                          |
| 1961      | Szovjetunió                      | Moszkva           | Mihail Botvinnik (5)            | Mihail Tal                      | 10                   | 5                    | 6                    | Több pont 24 játszmából                                          |
| 1963      | Szovjetunió                      | Moszkva           | Tigran Petroszjan               | Mihail Botvinnik                | 5                    | 2                    | 15                   | Több pont 24 játszmából                                          |
| 1966      | Szovjetunió                      | Moszkva           | Tigran Petroszjan (2)           | Borisz Szpasszkij               | 4                    | 3                    | 17                   | Több pont 24 játszmából                                          |
| 1969      | Szovjetunió                      | Moszkva           | Borisz Szpasszkij               | Tigran Petroszjan               | 6                    | 4                    | 13                   | Több pont 24 játszmából                                          |
| 1972      | Izland                           | Reykjavík         | Bobby Fischer                   | Borisz Szpasszkij               | 7                    | 3                    | 11                   | Több pont 24 játszmából                                          |
| 1975      | Fülöp-szigetek                   | Manila            | Anatolij Karpov                 | Bobby Fischer                   | Fischer visszalépett | Fischer visszalépett | Fischer visszalépett | Fischer visszalépett                                             |
| 1978      | Fülöp-szigetek                   | Baguio            | Anatolij Karpov (2)             | Viktor Korcsnoj                 | 6                    | 5                    | 21                   | 6 győzelem                                                       |
| 1981      | Olaszország                      | Merano            | Anatolij Karpov (3)             | Viktor Korcsnoj                 | 6                    | 2                    | 10                   | 6 győzelem                                                       |
| 1984–1985 | Szovjetunió                      | Moszkva           | Anatolij Karpov Garri Kaszparov | Anatolij Karpov Garri Kaszparov | 5                    | 3                    | 40                   | 6 győzelem (befejezetlen)                                        |
| 1985      | Szovjetunió                      | Moszkva           | Garri Kaszparov                 | Anatolij Karpov                 | 5                    | 3                    | 16                   | Több pont 24 játszmából                                          |
| 1986      | Egyesült Királyság · Szovjetunió | London Leningrád  | Garri Kaszparov (2)             | Anatolij Karpov                 | 5                    | 4                    | 15                   | Több pont 24 játszmából                                          |
| 1987      | Spanyolország                    | Sevilla           | Garri Kaszparov (3)             | Anatolij Karpov                 | 4                    | 4                    | 16                   | Több pont 24 játszmából                                          |
| 1990      | Egyesült Államok · Franciaország | New York Lyon     | Garri Kaszparov (4)             | Anatolij Karpov                 | 4                    | 3                    | 17                   | Több pont 24 játszmából                                          |

### Megosztott világbajnokságok (1993–2006)

#### Klasszikus világbajnokságok
| Év   | Rendező ország     | Rendező város | Világbajnok            | Vesztes           | + | – | =  | A meccs megnyerésének feltétele |
| ---- | ------------------ | ------------- | ---------------------- | ----------------- | - | - | -- | ------------------------------- |
| 1993 | Egyesült Királyság | London        | Garri Kaszparov (5)    | Nigel Short       | 6 | 1 | 13 | Több pont 24 játszmából         |
| 1995 | Egyesült Államok   | New York      | Garri Kaszparov (6)    | Visuvanádan Ánand | 4 | 1 | 13 | Több pont 20 játszmából         |
| 2000 | Egyesült Királyság | London        | Vlagyimir Kramnyik     | Garri Kaszparov   | 2 | 0 | 13 | Több pont 16 játszmából         |
| 2004 | Svájc              | Brissago      | Vlagyimir Kramnyik (2) | Lékó Péter        | 2 | 2 | 10 | Több pont 14 játszmából         |

#### FIDE világbajnokságok
| Év   | Rendező ország(ok)    | Rendező város(ok)                | Világbajnok         | Vesztes                          | +     | –     | =     | A meccs megnyerésének feltétele                                          |
| ---- | --------------------- | -------------------------------- | ------------------- | -------------------------------- | ----- | ----- | ----- | ------------------------------------------------------------------------ |
| 1993 | Hollandia · Indonézia | Zwolle Arnhem Amszterdam Jakarta | Anatolij Karpov (4) | Jan Timman                       | 6     | 2     | 13    | Több pont 24 játszmából                                                  |
| 1996 | Oroszország           | Eliszta                          | Anatolij Karpov (5) | Gata Kamsky                      | 6     | 3     | 9     | Több pont 20 játszmából                                                  |
| 1998 | Hollandia · Svájc     | Groningen Lausanne               | Anatolij Karpov (6) | Visuvanádan Ánand                | 2+2   | 2     | 2     | Több pont 6 játszmából + rájátszás (egyenes kieséses verseny döntőjében) |
| 1999 | Egyesült Államok      | Las Vegas                        | Alekszandr Halifman | Vladimir Hakobján                | 2     | 1     | 3     | Több pont 6 játszmából + rájátszás (egyenes kieséses verseny döntőjében) |
| 2000 | India · Irán          | Újdelhi Teherán                  | Visuvanádan Ánand   | Aleksejs Širovs                  | 3     | 0     | 1     | Több pont 6 játszmából + rájátszás (egyenes kieséses verseny döntőjében) |
| 2002 | Oroszország           | Moszkva                          | Ruszlan Ponomarjov  | Vaszil Ivancsuk                  | 2     | 0     | 5     | Több pont 8 játszmából + rájátszás (egyenes kieséses verseny döntőjében) |
| 2004 | Líbia                 | Tripoli                          | Rustam Qosimjonov   | Michael Adams                    | 2+1   | 2     | 2+1   | Több pont 6 játszmából + rájátszás (egyenes kieséses verseny döntőjében) |
| 2005 | Argentína             | Potrero de los Funes San Luis    | Veszelin Topalov    | Visuvanádan Ánand Pjotr Szvidler | 10/14 | 10/14 | 10/14 | Legtöbb pont oda-visszavágós körmérkőzésen 8 játékossal                  |

### FIDE által szervezett világbajnokságok (2006–)
| Év   | Rendező ország          | Rendező város | Világbajnok                                                     | Vesztes                                                         | +    | –    | =    | A meccs megnyerésének feltétele                         |
| ---- | ----------------------- | ------------- | --------------------------------------------------------------- | --------------------------------------------------------------- | ---- | ---- | ---- | ------------------------------------------------------- |
| 2006 | Oroszország             | Eliszta       | Vlagyimir Kramnyik (3)                                          | Veszelin Topalov                                                | 3+2  | 3+1  | 6+1  | Több pont 12 játszmából + rájátszás                     |
| 2007 | Mexikó                  | Mexikóváros   | Visuvanádan Ánand (2)                                           | Vlagyimir Kramnyik Borisz Gelfand                               | 9/14 | 9/14 | 9/14 | Legtöbb pont oda-visszavágós körmérkőzésen 8 játékossal |
| 2008 | Németország             | Bonn          | Visuvanádan Ánand (3)                                           | Vlagyimir Kramnyik                                              | 3    | 1    | 7    | Több pont 12 játszmából + rájátszás                     |
| 2010 | Bulgária                | Szófia        | Visuvanádan Ánand (4)                                           | Veszelin Topalov                                                | 3    | 2    | 7    | Több pont 12 játszmából + rájátszás                     |
| 2012 | Oroszország             | Moszkva       | Visuvanádan Ánand (5)                                           | Borisz Gelfand                                                  | 1+1  | 1    | 10+3 | Több pont 12 játszmából + rájátszás                     |
| 2013 | India                   | Csennai       | Magnus Carlsen                                                  | Visuvanádan Ánand                                               | 3    | 0    | 7    | Több pont 12 játszmából + rájátszás                     |
| 2014 | Oroszország             | Szocsi        | Magnus Carlsen (2)                                              | Visuvanádan Ánand                                               | 3    | 1    | 7    | Több pont 12 játszmából + rájátszás                     |
| 2016 | Egyesült Államok        | New York      | Magnus Carlsen (3)                                              | Szergej Karjakin                                                | 1+2  | 1    | 10+2 | Több pont 12 játszmából + rájátszás                     |
| 2018 | Egyesült Királyság      | London        | Magnus Carlsen (4)                                              | Fabiano Caruana                                                 | 0+3  | 0    | 12   | Több pont 12 játszmából + rájátszás                     |
| 2021 | Egyesült Arab Emírségek | Dubaj         | Magnus Carlsen (5)                                              | Jan Nyepomnyascsij                                              | 4    | 0    | 7    | Több pont 14 játszmából + rájátszás                     |
| 2023 | Kazahsztán              | Asztana       | Ting Li-zsen                                                    | Jan Nyepomnyascsij                                              | 3+1  | 3    | 8+3  | Több pont 14 játszmából + rájátszás                     |
| 2024 | Szingapúr               | Szingapúr     | Dommarázu Gukés                                                 | Ting Li-zsen                                                    | 3    | 2    | 9    | Több pont 14 játszmából + rájátszás                     |
| 2026 |                         |               | Dommarázu Gukés / a 2026-os világbajnokjelölti verseny győztese | Dommarázu Gukés / a 2026-os világbajnokjelölti verseny győztese |      |      |      | Több pont 14 játszmából + rájátszás                     |

### Nem elismert világbajnokságok
| Év   | Rendező ország | Rendező város(ok)    | Győztes        | Vesztes           | +  | − | =  | A meccs megnyerésének feltétele | Leírás                                                                                     |
| ---- | -------------- | -------------------- | -------------- | ----------------- | -- | - | -- | ------------------------------- | ------------------------------------------------------------------------------------------ |
| 1909 | Franciaország  | Párizs               | Emanuel Lasker | David Janowski    | 7  | 1 | 2  | Több pont 10 játszmából         | Többször világbajnokságként hivatkoznak rá, de valójában a bajnoki cím nem forgott kockán. |
| 1992 | Jugoszlávia    | Sveti Stefan Belgrád | Bobby Fischer  | Borisz Szpasszkij | 10 | 5 | 15 | 10 győzelem                     | Az 1972-es világbajnoki mérkőzés visszavágója. Fischer valódi világbajnokságnak tartotta.  |

## Fordítás
Ez a szócikk részben vagy egészben  a   List of World Chess Championships című angol Wikipédia-szócikk ezen változatának fordításán alapul.  Az eredeti cikk szerkesztőit annak laptörténete sorolja fel. Ez a jelzés csupán a megfogalmazás eredetét és a szerzői jogokat jelzi, nem szolgál a cikkben szereplő információk forrásmegjelöléseként.